# Et tu seras poète
Albums de Mireille Mathieu
Apprends-moi
(1975) Sentimentalement vôtre
(1977)
Singles
1. Ma mélodie d'amour
Sortie : 1976
2. Ciao bambino, sorry
Sortie : 1976
3. Qu'attends-tu de moi
Sortie : 1976

Et tu seras poète est un album de la chanteuse française Mireille Mathieu sorti en 1976. Il contient une reprise de la célèbre chanson d'Édith Piaf, La Vie en rose.

## Chansons de l'album
Face 1
1. Qu'attends-tu de moi? (S. Lebel/Alice Dona)
2. La Vie en rose (Édith Piaf/Louiguy)
3. Ciao bambino, sorry (Pierre Delanoë/V. Pallavicini)
4. L'Esclave (Serge Lama/Y. Gilbert)
5. La Plus Belle Leçon (Charles Level/Roland Vincent)

Face 2
1. Et tu seras poète (Jean-Pierre Lang/Roland Vincent)
2. L'Anniversaire (P. Giannoli/Alice Dona)
3. Solitario Joe (Catherine Desage/D. Vangarde)
4. La Voie lactée (Pierre Delanoë/Hoagy Carmichael)
5. Ma mélodie d'amour (Boris Bergman/H. Meyer)